# Unique
A Unique egy magyar, három tagból álló elektronikus popzenei formáció, amely 1999-ben kezdte meg működését, és a mai napig aktívak.

## Történet
A zenekart 1995 őszén alapította Kovacsics Ádám és Ferbár Zsolt. Mindketten segédkeztek már más csapatokban, de egyre inkább szerettek volna egy saját együttest. 1997 elején csatlakozott hozzájuk Völgyesi Gabriella énekesként.
Két évvel később, 1999. augusztus 27-én megszületett az első lemezszerződés a Magneoton-Warnerral. 2000 októberében megkezdődtek az első nagylemez munkálatai az Aquarium stúdióban, majd december 16-ára elkészült az első klip, a Végtelen álom című számból, aminek az akkor még Z+ néven működő VIVA TV-n volt a premierje.
2001. január 30-án a klipes dalnak a maxija boltokba került, és februárban megvolt a zenekar első tévés szereplése. Még ebben a hónapban befejeződtek a lemezmunkálatok, és a márciusi borítófotózás után áprilisban megjelent az első nagylemez, az Úttalan utakon.
A Viasat 3 májusi sajtótájékoztatóján kiderült, hogy a csatorna Bár nevű valóságshow-jának főcímzenéje a Mi van a nevedben? című dal lesz. Júliusban megjelent a kislemez, augusztusban pedig a videóklip.
2001. szeptember 19-én elindult az együttes hivatalos weboldala.
Októberben elkészítették a Depeche Mode Behind the Wheel című számának átiratát egy tribütlemezre.
December 29-én megkapták Az év felfedezettje címet. [forrás?]
2002 februárjában megjelent a Csillagtenger című kislemez maxija, amely az év egyik legjobb slágere lett. A dalhoz tartozó videóklip március elején debütált. A szám azonnal a rádiós toplisták csúcsára tört, sőt ugyanebben az évben a VIVA TV - amely akkor még VIVA+ néven futott - először jelölte Comet-díjra a csapatot. 2002 októberében tartották első legnagyobb koncertjüket a Petőfi Csarnok-ban. 2002 szeptemberében megjelent a zenekar szintén egyik legsikeresebb szerzeménye, az Angyal című sláger maxija, a dalhoz tartozó videóklip pedig 2002. november 1.-én a VIVA+ Izé Balázzsal című műsorában debütált. 
2003 decemberében jelent meg a második, Mozaik című stúdióalbum. Ez év májusában debütált a lemez előfutáraként a Mozaik című kislemez maxija, júliusban pedig a videóklip. 
2004. november 4-én tartották a Petőfi Csarnok-ban a Mozaik Nagykoncert-et, ebben az évben a 2. Comet-jelölést is bezsebelték Úton című daluk sikerének is köszönhetően. A koncertről készült album 2005 áprilisában jelent meg Azonos néven.
2006. szeptember 16-án került boltokba a negyedik stúdióalbum, a Más világ.
2008. október 17-én jelent meg válogatáslemezük, a Best of Unique.
2018. február 23-án tartották a Unique 20 Jubileumi Nagykoncert-et a MOM Kulturális Központ-ban, megalakulásuk 20. évfordulója alkalmából. 2019. március 5-én megjelent az Azonos című jubileumi koncertalbum.
2019. november 29-én tartották nagyzenekari koncertjüket, a Unique Nagyzenekari Koncert-et szintén a MOM Kulturális Központban, az erről készült koncertalbum 2021. december 3-án jelent meg, Azonos címen.
2023. szeptember 22-én tartották az Akvárium Klub-ban a Unique 25 Jubileumi Nagykoncert-et, megalakulásuk 25. évfordulója alkalmából.
2024. április 4-én tartották a Testközelben Nagykoncert-et az A38 Hajó-n.
2024. szeptember 20-án tartották a UNIQUEversum Nagykoncert-et szintén az Akvárium Klub-ban.

## Tagok
- Völgyesi Gabriella
- Kovacsics Ádám
- Ferbár Zsolt

## Diszkográfia

### Nagylemezek
| Év   | Album                                                          | Legmagasabb helyezés                   | Minősítés |
| Év   | Album                                                          | MAHASZ Top 40 album- és válogatáslemez | Minősítés |
| ---- | -------------------------------------------------------------- | -------------------------------------- | --------- |
| 2001 | Úttalan utakon - Megjelenés: 2001. április 28.                 | 30                                     |           |
| 2003 | Mozaik - Megjelenés: 2003. december 1.                         | 22                                     |           |
| 2005 | Mozaik Nagykoncert - Megjelenés: 2005. április 8.              | 36                                     |           |
| 2006 | Más világ - Megjelenés: 2006. szeptember 16.                   | 4                                      |           |
| 2008 | Best of Unique - Megjelenés: 2008. október 17.                 | 27                                     |           |
| 2019 | Unique 20 Jubileumi Nagykoncert - Megjelenés: 2019. március 5. |                                        |           |
| 2021 | Unique Nagyzenekari Koncert - Megjelenés: 2021. december 3.    |                                        |           |

#### Bakelit kiadások
| Év   | Album                                              | Minősítés |
| ---- | -------------------------------------------------- | --------- |
| 2001 | Unique - EP vinyl - Megjelenés: 2001. augusztus 1. |           |

### Kislemezek
| Év   | Kislemez                                          | Album                  |
| ---- | ------------------------------------------------- | ---------------------- |
| 2001 | Végtelen álom                                     | Úttalan utakon         |
| 2001 | Mi van a nevedben?                                | Úttalan utakon         |
| 2002 | Csillagtenger                                     | Úttalan utakon         |
| 2002 | Angyal                                            | Úttalan utakon         |
| 2003 | Mozaik                                            | Mozaik                 |
| 2004 | Úton                                              | Mozaik                 |
| 2004 | Képzeld el                                        | Mozaik                 |
| 2005 | Itt vagy                                          | Mozaik Nagykoncert     |
| 2006 | Én                                                | Más világ              |
| 2006 | Bölcsek útján                                     | Más világ              |
| 2007 | Lassan elhiszem                                   | Más világ              |
| 2007 | Tükör                                             | Más világ              |
| 2008 | Újra meg újra                                     | Más világ              |
| 2010 | Unhappy Ending Dream                              | Nem jelent meg albumon |
| 2010 | Hiszed vagy sem                                   | Nem jelent meg albumon |
| 2010 | Hiszed vagy sem (Limited Edition EP cd)           | Nem jelent meg albumon |
| 2011 | Semmi nem marad                                   | Nem jelent meg albumon |
| 2012 | Ugye mindig itt leszel?                           | Nem jelent meg albumon |
| 2015 | Magadban keresd                                   | Nem jelent meg albumon |
| 2015 | Magadban keresd Vol. 2                            | Nem jelent meg albumon |
| 2015 | Magadban keresd (EP cd)                           | Nem jelent meg albumon |
| 2015 | Magadban keresd (Lotfi Begi Remix)                | Nem jelent meg albumon |
| 2017 | Veled egy lélegzetben                             | Nem jelent meg albumon |
| 2018 | Egy lépéssel a föld felett                        | Nem jelent meg albumon |
| 2020 | Madárka/Birdy                                     | Nem jelent meg albumon |
| 2020 | HVS10 (Hiszed vagy sem – 10h anniversary edition) | Nem jelent meg albumon |
| 2020 | Home Sessions                                     | Nem jelent meg albumon |
| 2022 | Nézz fel!                                         | Nem jelent meg albumon |
| 2022 | Nézz fel! (Jamie Vee Sunset Remix)                | Nem jelent meg albumon |
| 2024 | Füst láng nélkül                                  | Nem jelent meg albumon |
| 2024 | Füst láng nélkül, Vol. 2                          | Nem jelent meg albumon |
| 2024 | Mementó                                           | Nem jelent meg albumon |

### Slágerlistás dalok
| Év                  | Dal                     | Legmagasabb helyezés | Legmagasabb helyezés          | Legmagasabb helyezés | Legmagasabb helyezés | Legmagasabb helyezés | Legmagasabb helyezés | Album                  |
| Év                  | Dal                     | VIVA Chart           | Mahasz Editors’ Choice Top 40 | Mahasz Rádiós Top 40 | Mahasz Dance Top 40  | Single Top 40 lista  | EURO 200             | Album                  |
| ------------------- | ----------------------- | -------------------- | ----------------------------- | -------------------- | -------------------- | -------------------- | -------------------- | ---------------------- |
| 2001                | Végtelen álom           | 10                   |                               |                      |                      |                      |                      | Úttalan utakon         |
| 2001                | Mi van a nevedben?      | 15                   |                               |                      |                      |                      |                      | Úttalan utakon         |
| 2002                | Csillagtenger           | 1                    |                               | 1                    |                      | 2                    |                      | Úttalan utakon         |
| 2002                | Angyal                  | 5                    | 12                            | 2                    |                      |                      |                      | Úttalan utakon         |
| 2003                | Mozaik                  | 1                    | 1                             | 4                    | 29                   | 2                    |                      | Mozaik                 |
| 2004                | Úton                    | 1                    | 6                             | 15                   |                      | 1                    |                      | Mozaik                 |
| 2004                | Képzeld el              | 1                    | 6                             |                      |                      | 2                    |                      | Mozaik                 |
| 2005                | Itt vagy                | 6                    | 12                            |                      |                      | 2                    |                      | Mozaik Nagykoncert     |
| 2006                | Én                      | 4                    | 4                             |                      |                      | 1                    |                      | Más világ              |
| 2006                | Bölcsek útján           | 1                    | 31                            | 25                   |                      |                      | 180                  | Más világ              |
| 2007                | Lassan elhiszem         | 4                    | 25                            |                      |                      |                      |                      | Más világ              |
| 2007                | Tükör                   | 17                   | 21                            | 9                    |                      |                      |                      | Más világ              |
| 2008                | Újra meg újra           | 7                    |                               |                      |                      |                      |                      | Más világ              |
| 2009                | Fekete fehér            | -                    | 39                            |                      |                      |                      |                      | Best of Unique         |
| 2010                | Hiszed vagy sem         | 2                    | 20                            | 3                    |                      | 3                    |                      | Nem jelent meg albumon |
| 2011                | Semmi nem marad         |                      |                               | 14                   |                      | 4                    |                      | Nem jelent meg albumon |
| 2012                | Ugye mindig itt leszel? |                      | 28                            | 24                   |                      | 9                    |                      | Nem jelent meg albumon |
|                     |                         | Összesítés           |                               |                      |                      |                      |                      |                        |
| 1. helyezett számok | 1. helyezett számok     |                      | 1                             | 1                    |                      | 2                    |                      |                        |
| Top 10-be bekerült  | Top 10-be bekerült      |                      | 4                             | 5                    |                      | 9                    |                      |                        |
| Top 40-be bekerült  | Top 40-be bekerült      |                      | 12                            | 9                    | 1                    | 9                    |                      |                        |

### Videóklipek
| Év   | Videóklip                          | Album                  |
| ---- | ---------------------------------- | ---------------------- |
| 2000 | Végtelen álom                      | Úttalan utakon         |
| 2001 | Mi van a nevedben?                 | Úttalan utakon         |
| 2002 | Csillagtenger                      | Úttalan utakon         |
| 2002 | Angyal                             | Úttalan utakon         |
| 2003 | Mozaik                             | Mozaik                 |
| 2004 | Úton                               | Mozaik                 |
| 2004 | Képzeld el                         | Mozaik                 |
| 2005 | Itt vagy (Radio Edit)              | Mozaik Nagykoncert     |
| 2006 | Én                                 | Más világ              |
| 2006 | Bölcsek útján                      | Más világ              |
| 2007 | Lassan elhiszem                    | Más világ              |
| 2007 | Tükör                              | Más világ              |
| 2008 | Újra meg újra                      | Más világ              |
| 2009 | Fekete fehér                       | Best of Unique         |
| 2010 | Hiszed vagy sem                    | Nem jelent meg albumon |
| 2011 | Semmi nem marad                    | Nem jelent meg albumon |
| 2011 | Ugye mindig itt leszel?            | Nem jelent meg albumon |
| 2015 | Magadban keresd (Lotfi Begi Remix) | Nem jelent meg albumon |
| 2017 | Veled egy lélegzetben              | Nem jelent meg albumon |
| 2018 | Egy lépéssel a föld felett         | Nem jelent meg albumon |
| 2020 | Madárka                            | Nem jelent meg albumon |
| 2022 | Nézz fel!                          | Nem jelent meg albumon |
| 2024 | Füst láng nélkül                   | Nem jelent meg albumon |
| 2024 | Mementó                            | Nem jelent meg albumon |

#### Angol nyelvű videóklipek
| Év   | Videóklip                                                     | Album                  |
| ---- | ------------------------------------------------------------- | ---------------------- |
| 2001 | It Could Be Me - a "Mi van a nevedben?" angol nyelvű verziója | Nem jelent meg albumon |
| 2010 | Unhappy Ending Dream                                          | Nem jelent meg albumon |
| 2020 | Birdy                                                         | Nem jelent meg albumon |

#### Egyéb videóklipek
| Év   | Videóklip                                            | Album                  |
| ---- | ---------------------------------------------------- | ---------------------- |
| 2003 | Angyal (Ami Remix)                                   | Nem jelent meg albumon |
| 2004 | Úton (Short Club Mix)                                | Nem jelent meg albumon |
| 2005 | Itt vagy (Superboy Mix)                              | Nem jelent meg albumon |
| 2008 | Völgyesi Gabi: Ünnep                                 | Karácsonyi zenevarázs  |
| 2012 | Ugye mindig itt leszel? (Studio Session)             | Nem jelent meg albumon |
| 2020 | Végtelen álom (Home Session)                         | Nem jelent meg albumon |
| 2020 | Itt vagy (Home Session)                              | Nem jelent meg albumon |
| 2020 | Más világ (Home Session)                             | Nem jelent meg albumon |
| 2020 | Magadban keresd (Radio Edit)/Official Lyric Video    | Nem jelent meg albumon |
| 2020 | Hiszed vagy sem (10th Anniversary Edit)              | Nem jelent meg albumon |
| 2022 | Nézz fel! (Jamie Vee Sunset Remix)                   | Nem jelent meg albumon |
| 2024 | Völgyesi Gabi – Ahogy létezel (Official Lyric Video) | Nem jelent meg albumon |
| 2025 | Mementó (Jamie Vee Radio Edit)                       | Nem jelent meg albumon |

## Külső hivatkozások
- A zenekar hivatalos honlapja
- A Unique a MusicBrainz oldalain
- G-Portálos rajongói oldal
- Discogs